# Goudringtangare
De goudringtangare (Bangsia aureocincta) is een zangvogel uit de familie Thraupidae (tangaren). De vogel werd in 1910 geldig beschreven door Carl Edward Hellmayr. Het is een bedreigde, endemische vogelsoort in Colombia.

## Kenmerken
De vogel is 16 cm lang en overwegend donker groen van kleur, met gele vlekken op de nek en de kin, die elkaar raken en als het ware een ring vormen rond het oog en de oorstreek. De kin is zwart, met daaronder een gele vlek en daaronder een groene buik.

## Verspreiding en leefgebied
Deze soort is endemisch op de hellingen van de westelijke Andes van Colombia. De leefgebieden zijn de nevelwouden die liggen op hellingen tussen de 2000 en 2100 meter boven zeeniveau.

## Status
De goudringtangare heeft een beperkt verspreidingsgebied en daardoor is de kans op uitsterven aanwezig. De grootte van de populatie werd in 2017 door BirdLife International geschat op 600 tot 1700 volwassen individuen en de populatie-aantallen nemen af door habitatverlies. Het leefgebied wordt aangetast door houtkap (ontbossing) waarbij natuurlijk bos wordt omgezet in gebied voor agrarisch gebruik, maar ook door de aanleg van infrastructuur voor mijnbouw en menselijke bewoning. Om deze redenen staat deze soort als bedreigd op de Rode Lijst van de IUCN.